# Disgregación de Austria-Hungría
La disgregación de Austria-Hungría fue un proceso que tuvo lugar tras la derrota del país en la Primera Guerra Mundial y que le hizo desaparecer como Estado el 31 de octubre de 1918. De sus territorios surgieron la Primera República de Austria, la Primera República checoslovaca, la República Popular Húngara, el Reino de los Serbios, Croatas y Eslovenos, la Segunda República polaca y en tanto el Reino de Italia y el Reino de Rumania se vieron engrandecidos territorialmente.
A finales de octubre de 1918, la pérdida de poder de la administración austrohúngara permitió a los «consejos nacionales» surgidos en aquellos días decidir el futuro político de los distintos pueblos del imperio.

## Antecedentes

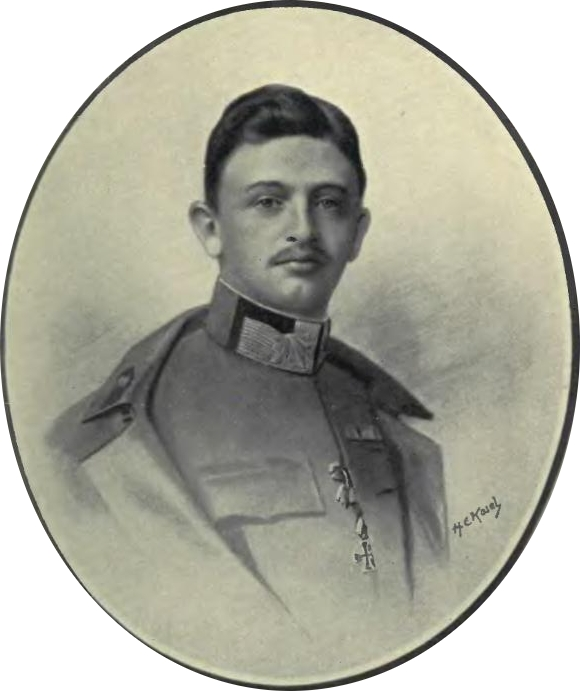
El joven emperador Carlos, que trató infructuosamente de mantener la unidad del imperio.

Las tensiones que ya desde el siglo XIX habían afectado al imperio se vieron agravadas por la guerra mundial, con sus reveses militares y penurias en la retaguardia. La muerte del anciano emperador Francisco José I el 21 de noviembre de 1916 aceleró la crisis.
Las distintas nacionalidades que conformaban el Estado intensificaron sus actividades para lograr la independencia. En el frente oriental las tropas checas y eslovacas desertaban en gran número, llegando a formar la llamada Legión Checoslovaca con unos cincuenta mil soldados que se batían por la Triple Entente. Otras medidas liberalizadoras llevadas a cabo en Cisleitania como la reunión del Parlamento y la moderación de la censura solo sirvieron para atizar la agitación nacionalista. Esta se unió a las penurias y al hartazgo de la contienda en minar el ánimo de las tropas.
Los gestos del nuevo y joven emperador Carlos, como el nombramiento de un nuevo ministro de Asuntos Exteriores (el conde checo Ottokar von Czernin, 22 de diciembre de 1916, su principal ministro y asesor), el relevo del jefe del Estado Mayor o la reapertura del Parlamento en la primavera de 1917, no lograron calmar las tensiones independentistas. Para los conservadores, los cambios que pretendía realizar el nuevo emperador eran excesivos, mientras que para otros sus planes de reforma eran insuficientes. La posición intermedia del soberano, que no pudo aplicar reformas rápidas e intensas por la oposición de la casta magiaro-alemana a la que beneficiaba el Compromiso Austrohúngaro y descartó el mantenimiento de sistema autoritario implantado al comienzo de la guerra, resultó fatal para el Estado. El temperamento titubeante del monarca y la estructura estatal que había heredado limitaban, en todo caso, las posibles reformas del imperio. Ejemplo de su actuar oscilante fue la inmediata jura de la Constitución húngara, que consagraba el Compromiso de 1867, y el simultáneo de rechazo de hacer lo mismo con la austriaca, que hizo pensar en una reforma autoritaria de la ley fundamental de Cisleitania, que finalmente descartó.
El emperador, a la vez que trataba de conciliar a los movimientos internos, intentó alcanzar la paz con sus enemigos desde el comienzo, usando de los servicios de su cuñado, el príncipe Sixto de Borbón-Parma. Las conversaciones fracasaron y Carlos perdió su capacidad de actuar políticamente de manera independiente del Imperio alemán. Las reformas militares habían incluido no solo el relevo de Franz Conrad von Hötzendorf al frente del Estado Mayor y su sustitución por un general más influenciable, sino también la asunción por el monarca de la jefatura del Ejército, acto que disgustó al mando militar, que vio menguar su influencia en favor del soberano. La maniobra era además arriesgada, pues Carlos se hacía responsable directo tanto de las victorias como de las derrotas de las Fuerzas Armadas.
Carlos trató de congraciarse nuevamente con la oposición política poco después del escándalo por las conversaciones secretas a espaldas de los alemanes, amnistiando a los presos políticos el 2 de julio de 1918, onomástica de su primogénito Otón. El gesto, relativamente bien acogido por los opositores, fue muy mal recibido por los más fieles a la dinastía, especialmente por los políticos conservadores alemanes, que entendieron que se premiaba a los desleales. Los mandos militares también criticaron la medida, que creían alentaba las deserciones al dar esperanza a los que abandonaban el Ejército de obtener también el perdón tras la guerra.
Incluso las victorias militares, como la de Caporetto del otoño de 1917, no habían mejorado la situación. A principios de la primavera de 1918, el frente estaba estancado y las tropas sufrían privaciones.  El alto mando era incapaz de ganar la guerra. El descontento de la población se había evidenciado en las amplias huelgas acaecidas en las ciudades a comienzos de año y en el estallido de un grave motín en la Armada estacionada en Dalmacia. Para el verano, el Ejército se estaba desintegrando tanto como el Estado en general: se habían multiplicado las deserciones —generalmente hacia la retaguardia— y las Fuerzas Armadas, aquejadas por el descontento político, las penurias por la falta de abastos y el hartazgo de la guerra, no podían afrontar un nuevo invierno de combates. La catástrofe del Piave, cuyas decenas de miles de bajas no se podían ya reponer, debilitó fatalmente el frente italiano.
Desde la primavera de 1918, las autoridades cisleitanas y transleitanas contaban tanto en política exterior como interior con el mantenimiento de la alianza con Alemania y con la victoria final de esta para resolver sus problemas y conservar la estructura política del imperio. El nacionalismo de las minorías se acentuó: los diputados eslavos abogaban ya abiertamente por la independencia, aprovechando su inmunidad parlamentaria. Los políticos eslavos del sur también aumentaron la agitación de sus bases: desde el otoño de 1917, convocaban reuniones de apoyo y recogían firmas en favor de la Declaración de Mayo que abogaba por la formación de una unidad administrativa yugoslava, teóricamente en el seno del imperio. Yugoslavos, checos y polacos reclamaron conjuntamente el derecho de autodeterminación a mediados de agosto. Las autoridades se mantuvieron firmes en defender el sistema dual de 1867 ante las exigencias nacionalistas, lo que impedía todo acuerdo, aunque carecían del poder político y militar para aplastar a la oposición.
En el noreste, la satisfacción de los nacionalistas rutenos por la promesa gubernamental de dividir Galitzia disgustó profundamente a sus homólogos polacos, que esperaban incorporar toda la región a la futura Polonia reconstituida, bien por los Imperios Centrales o por los Aliados. Para el verano de 1918, la mayoría de la intelectualidad polaca había optado por estos, pese a la indiferencia hacia el nacionalismo de parte del campesinado.

## Disolución

La disolución del imperio y las nuevas unidades políticas de la posguerra.

Tras la ruptura del frente de Salónica a finales de septiembre de 1918 y la petición búlgara de armisticio del 29 de septiembre de 1918, se aceleró la derrota austrohúngara y con ella la disgregación del país.
El comité nacional rumano de unidad se formó en París el 3 de octubre, y fue reconocido poco después por los Aliados.
El 4 de octubre, los austrohúngaros solicitaron, conjuntamente con los alemanes, un armisticio al presidente estadounidense Woodrow Wilson, sobre la base de sus famosos Catorce Puntos. La respuesta de este el 21 de octubre supuso el golpe definitivo a la unidad del imperio: Wilson se negó a aceptar una mera autonomía para checoslovacos y yugoslavos. El político checo Tomáš Masaryk, temeroso de un acuerdo de última hora, había proclamado la independencia checoslovaca desde Washington D. C. el día 18. Cuatro días antes se había formado un Gobierno checoslovaco en París.
El 5 de octubre, los diputados eslavos del sur del imperio se reunieron en Zagreb para formar un consejo nacional.

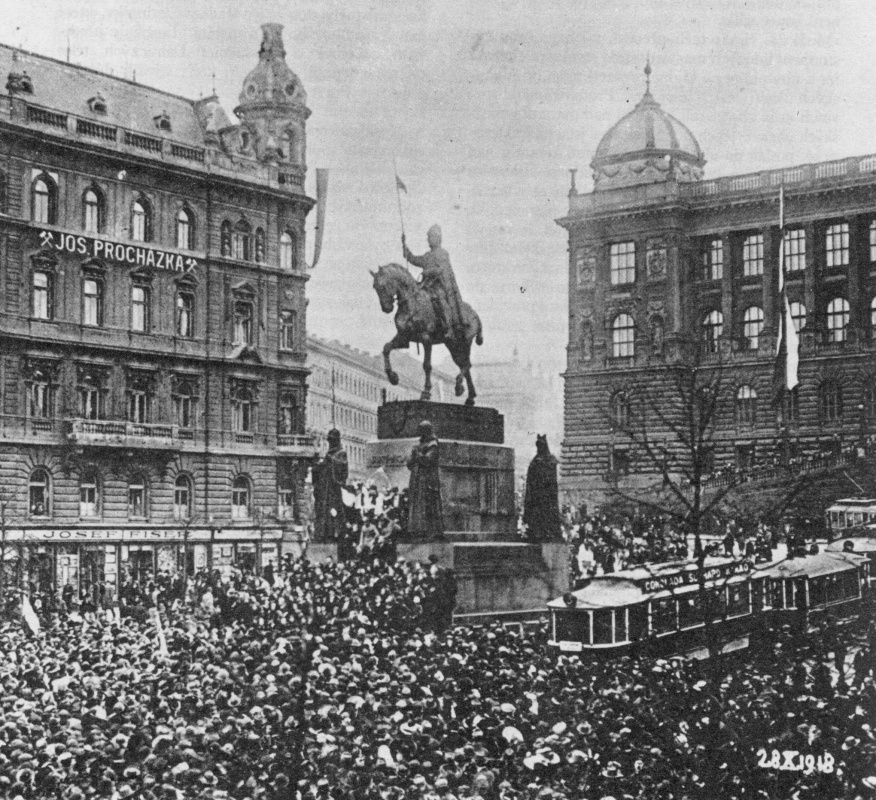
La toma de la administración en Bohemia y Moravia por los independentistas el.

Representantes polacos en Varsovia proclamaron el día 7 la próxima formación de un Gobierno nacional y un Parlamento libre. Los rutenos se reunieron el mismo día en Leópolis para elegir su propia junta nacional. El 15 los diputados polacos se declararon súbditos y ciudadanos de un nuevo Estado polaco reconstituido. Józef Piłsudski fue nombrado jefe del Estado provisional tras muchas vicisitudes el 16 de enero de 1919; Ignacy Jan Paderewski, primer ministro; y Roman Dmowski, ministro de Asuntos Exteriores.
El 12 de octubre, los diputados socialdemócratas austriacos se reunieron para formar un parlamento provisional y proclamar la formación de un Estado austriaco, siendo los primeros en retirarse del Parlamento imperial (Reichsrat). El comité de Zagreb proclamó la independencia de Croacia de Hungría el 15.
El 16 de octubre, tratando de salvar la unidad del imperio, el emperador publicó su famoso Manifiesto, en el que solicitaba a las provincias la formación de comités nacionales (como ya estaba sucediendo) y proponía la transformación del imperio en una federación. La propuesta excluía a los polacos, que el monarca esperaba que formasen un Estado independiente. Hungría mantenía su unidad por la amenaza del Gobierno húngaro de cortar el abastecimiento de Cisleitania. Carlos solicitó nuevamente a Wilson una paz separada.
La propuesta del emperador fue mal recibida por los políticos magiares, que consideraron abrogado el Ausgleich de 1867, que regulaba las relaciones entre las dos partes del imperio. Esta acción llevó a su vez a los políticos eslovacos y rumanos a afirmar su derecho a la autodeterminación.
Los diputados alemanes del imperio se reunieron como parlamento provisional y declararon la independencia el 21 de octubre, el mismo día que se recibió la respuesta del presidente norteamericano a la demanda de paz austro-germana. Los estadounidenses, franceses y británicos rechazaron la reorganización territorial basada en la autonomía de las regiones.
El 28 de octubre, en un golpe de mano incruento, los checos tomaron la administración de Bohemia y Moravia. Al día siguiente, el consejo nacional eslovaco se mostró a favor de la unión de checos y eslovacos y se formó un consejo nacional conjunto en Praga. El 14 de noviembre, la asamblea nacional eligió a Masaryk presidente de la nueva república, a Karel Kramář primer ministro y a Edvard Beneš, ministro de Asuntos Exteriores.
Los croatas y eslovenos declararon la independencia el 29 de octubre y el 19, ante los avances italianos, proclamaron la unión con los reinos de Serbia y Montenegro. La Revolución de los Crisantemos estalló en Budapest dos días más tarde, el 31, que entregó el poder a Mihály Károlyi y su consejo nacional y apartó al primer ministro recién nombrado por el emperador.
El 11 de noviembre, Carlos renunció a sus derechos en los territorios austriacos sin abdicar, sin embargo, formalmente. El mismo día abandonó Viena y se trasladó a un pabellón de caza en Eckartsau. Dos días más tarde, hacía lo mismo para Hungría. El 12 de noviembre, el Parlamento austriaco proclamó la república y su integración en la nueva república alemana.
El 13 de noviembre, el mismo día que la delegación húngara lograba la renuncia a los derechos del emperador en su refugio en Eckartsau, el nuevo Gobierno del conde Mihály Károlyi firmaba un armisticio separado con la Entente en Belgrado. El emperador aceptaba de antemano la forma de Estado que Hungría decidiese darse. El 16 de noviembre, el consejo nacional proclamaó la República Popular de Hungría.
Los rumanos de Bucovina declararon su unión con el Reino de Rumania a finales de noviembre y el 1 de diciembre lo hicieron los de Transilvania.
La falta de interés de las potencias vencedoras por conservar el imperio, la derrota en la guerra y los nacionalismos enfrentados acabaron por destruir el Estado.

## Consecuencias
A pesar de los intentos del emperador de no abdicar formalmente y mantener la posibilidad de recuperar el trono, tanto la nueva república austriaca como la checoslovaca aprobaron leyes nacionalizando sus propiedades y anulando sus privilegios políticos.
El desmembramiento del imperio, además de eliminar a una de las grandes potencias europeas, supuso la creación de numerosos nuevos Estados con problemas económicos y rivalidades nacionalistas que se mantuvieron durante el periodo de entreguerras. La zona quedó a comienzos de la posguerra bajo la influencia política francesa y, más adelante, bajo la influencia económica y política alemana.